# Kościół św. Augustyna we Wrocławiu
Kościół św. Augustyna – poewangelicki kościół katolicki przy ul. Sudeckiej we Wrocławiu. Jego patronem jest Augustyn z Hippony; do 1945 wezwanie to nosił inny kościół na wrocławskim Borku, przy Kleinburgstraße (ul. Januszowickiej), który został zrównany z ziemią w czasie natarcia Armii Czerwonej na Festung Breslau pod koniec II wojny światowej.

## Historia
Świątynia przy ul. Sudeckiej, zaprojektowana przez architektów Alfreda Böttchera i Richarda Gaze i zbudowana w 1909 przedstawia kompozycję elementów różnych stylów architektonicznych charakterystyczną dla schyłku historyzmu w architekturze. Konstrukcję budynku zaprojektowano na planie krzyża greckiego: na skrzyżowaniu nawy głównej i transeptu wznosi się 78-metrowa wieża. Ma ona trzy kondygnacje: pierwszą i drugą wieńczą po cztery narożne wieżyczki, kondygnacja trzecia nakryta jest wysokim ostrosłupowym hełmem z blachy miedzianej, którego pomniejszone kopie wieńczą wszystkie osiem wieżyczek narożnych. Ściany zewnętrzne kościoła oblicowane są bogato rzeźbionym kamieniem ciosowym.
Ambonę zaprojektował Theodor von Gosen, profesor rzeźby Państwowej Akademii Sztuki i Rzemiosła Artystycznego we Wrocławiu.
Kościół przez pierwsze niespełna 40 lat swego istnienia miał za patrona św. Jana i należał do parafii ewangelickiej (śląski ewangelicki Kościół unijny). Działania wojenne w roku 1945 spowodowały uszkodzenia szacowane na 45%; taki rozmiar zniszczeń budynku był w ówczesnym Wrocławiu uznawany za zdatny do odbudowy. W 1948 katolicy odkupili go od ewangelików. Odbudowa trwała do jesieni 1949. 4 września tego roku ksiądz infułat Karol Milik mógł dokonać poświęcenia pod nowym patronem. Dziesięć lat później zakończono odbudowę znacznie bardziej zniszczonej (ok. 80%) plebanii przy tym kościele.

## Wyposażenie
W kościele znajduje się obraz Matki Bożej Pocieszenia z Hodowicy, koronowany w 1932 r. przywieziony w XIX wieku z Moraw do parafii Hodowica koło Lwowa do tamtejszego unikatowego rokokowego kościoła Wszystkich Świętych z XVIII w. (obecnie w ruinie) projektu Bernarda Meretyna. Po II wojnie światowej uratowany przez Polaków z Kresowej pożogi, szczęśliwie znalazł się w kościele św. Augustyna. 
Na wyposażeniu kościoła są także 48-głosowe organy o trakturze elektro-pneumatycznej, zbudowane przez wrocławskiego organmistrza Józefa Cynara.

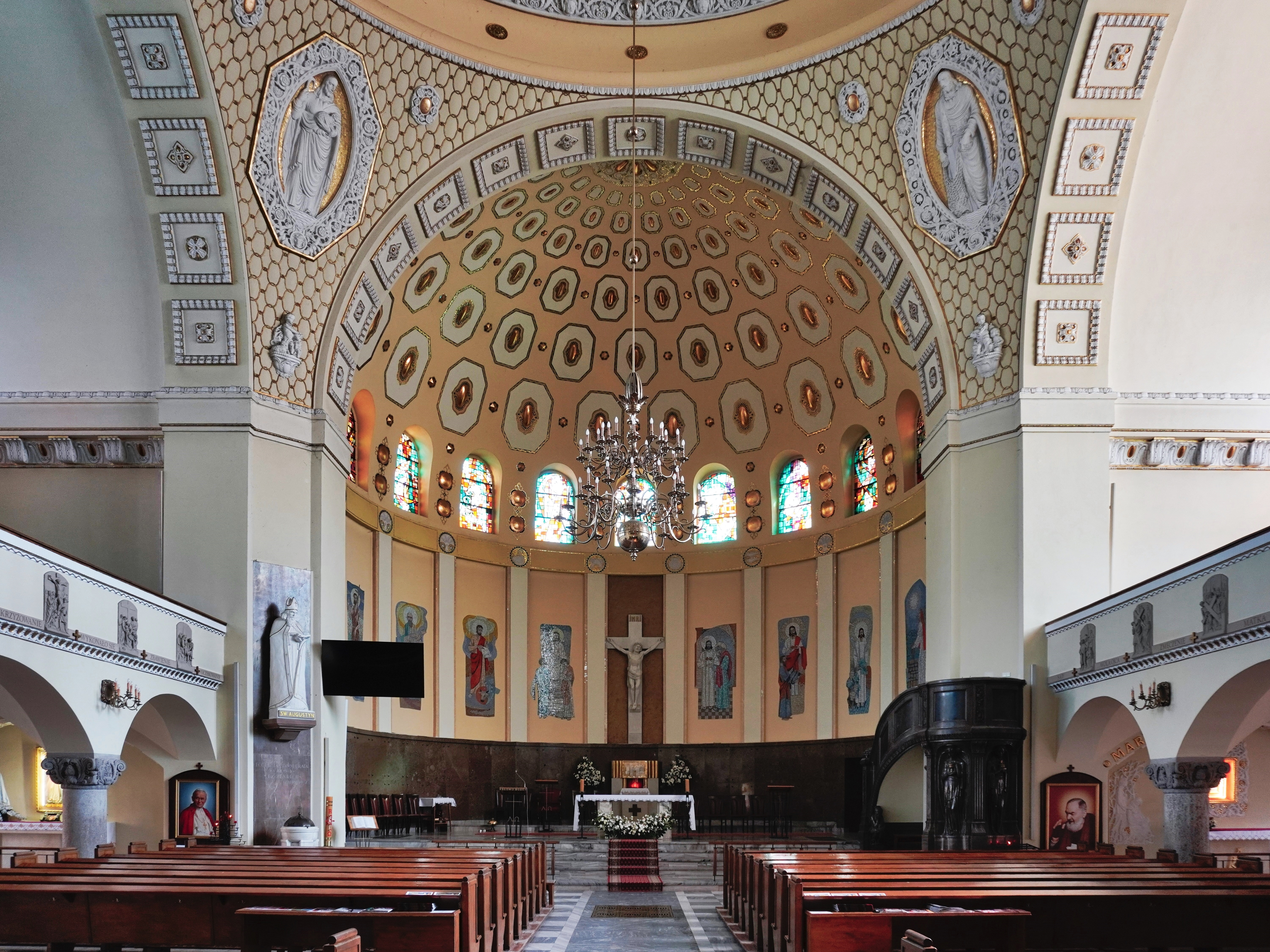
Wnętrze kościoła
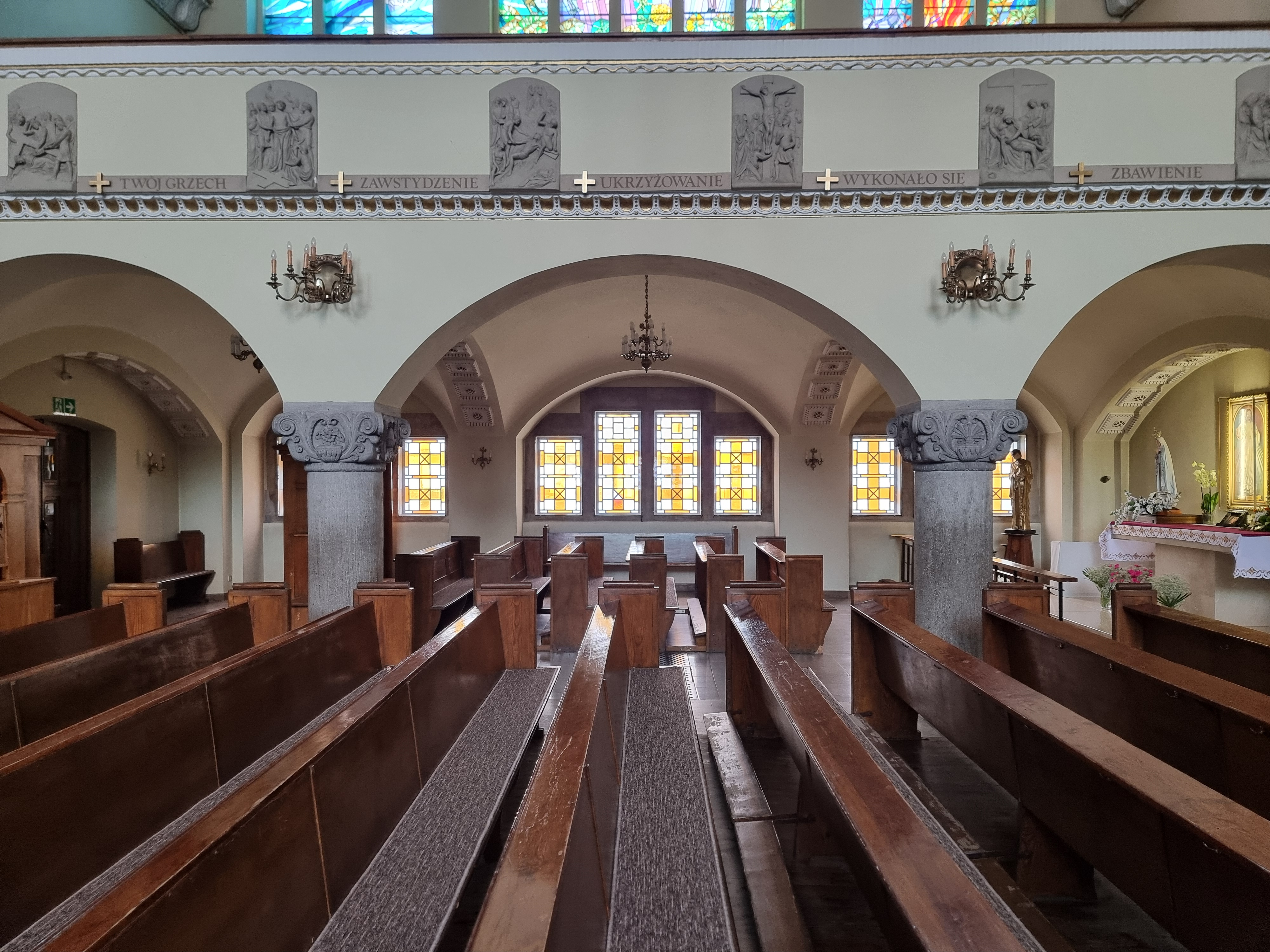
Nawa główna
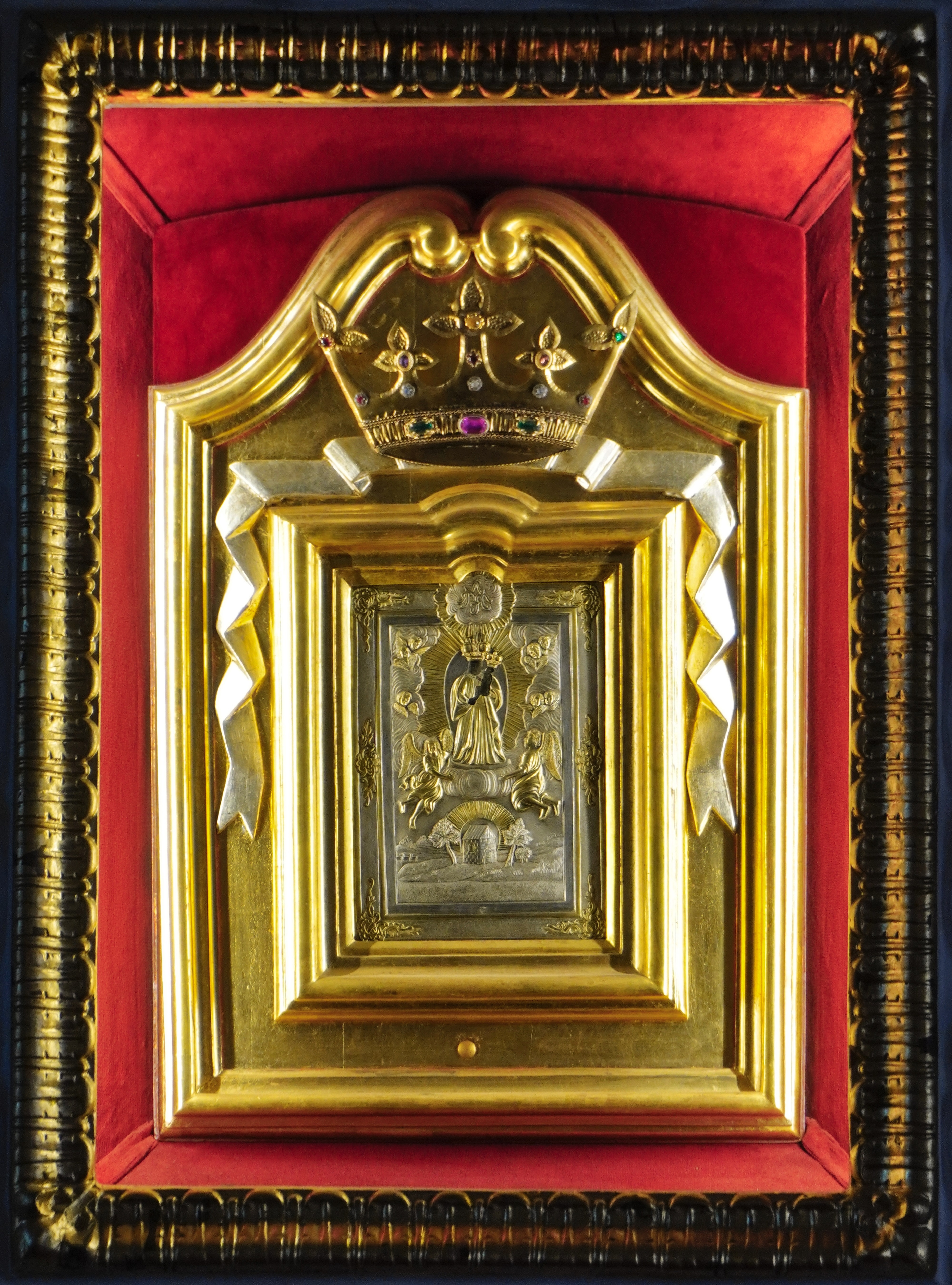
Obraz Matki Bożej Pocieszenia z Hodowicy